# David Scarf

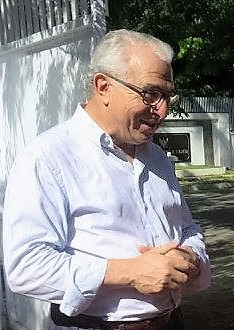
David Scarf

David Charles Scarf (* in Australien) ist ein Diplomat des Souveränen Malteserordens.
Er war ab 2016 der erste Botschafter des Souveränen Malteserordens in Osttimor. 2018 wurde er von Egbert Collin Yap abgelöst, von dem Scarf das Amt von 2020 bis 2021 geschäftsführend wieder übernahm, da die Corona-Pandemie eine Akkreditierung des designierten Botschafters Terry Tobin verhinderte. Scarf war zu diesem Zeitpunkt bereits Ambassador at Large des Ordens für Ozeanien.
Scarf ist Member des Order of Australia.